# 靳家台遗址
靳家台遗址，位于中国青海省互助县五峰乡下马家圈村，为第四批青海省文物保护单位，公布日期为1986年5月27日，类型为古遗址。
靳家台遗址的历史年代为青铜时代。